# Spinococcus jartaiensis
Spinococcus jartaiensis är en insektsart som beskrevs av Tang 1992. Spinococcus jartaiensis ingår i släktet Spinococcus och familjen ullsköldlöss. Inga underarter finns listade i Catalogue of Life.